# Mickaël Pagis
Pour les articles homonymes, voir Pagis.
Mickaël Pagis, né le 17 août 1973 à Angers, est un footballeur français des années 1990 et 2000. 
Formé au Stade lavallois, il réalise tout son début de carrière en Division 2 et en National, et ne fait ses débuts en Ligue 1 qu'en 2001, âgé de 28 ans, avec le FC Sochaux-Montbéliard. Évoluant ensuite au RC Strasbourg, à l'Olympique de Marseille et au Stade rennais, il remporte deux fois la Coupe de la Ligue, et met un terme à sa carrière en 2010.
Il se tourne ensuite vers le beach soccer, discipline dont il intègre l'équipe de France.

## Biographie
Né à Angers, Mickaël Pagis grandit à Vern-d'Anjou dans le Segréen, avant de suivre ses parents qui partent au Mans pour raisons professionnelles. Il joue en pupilles à Teloché, et ne tarde pas à être repéré par la DTN, qui le présélectionne en équipe de France minimes en 1986. Il joue ensuite au SO Maine puis au Mans UC avant de rejoindre Laval en cadets en 1989, sous contrat apprenti.

### Carrière de joueur

#### Débuts au Stade lavallois
International cadets en février 1990, présenté comme le nouveau van Basten par le président Jean Py, il poursuit sa formation au Stade lavallois et débute en Division 2 en octobre 1992. En mars 1993, il est retenu avec l'équipe de France des moins de 20 ans à un stage de pré-sélection à Clairefontaine en vue des Jeux de la Francophonie 1993, en compagnie notamment de David Sommeil. Mais les Jeux étant reportés à 1994, le stage est annulé. Il signe son premier contrat professionnel en 1994. Avec le Stade lavallois il est demi-finaliste de la Coupe de France en 1997. 
En 1998 il part en Corse au Gazélec Ajaccio, où il se révèle comme un efficace buteur (deuxième meilleur buteur de National lors de la saison 1998-1999). 

#### La révélation

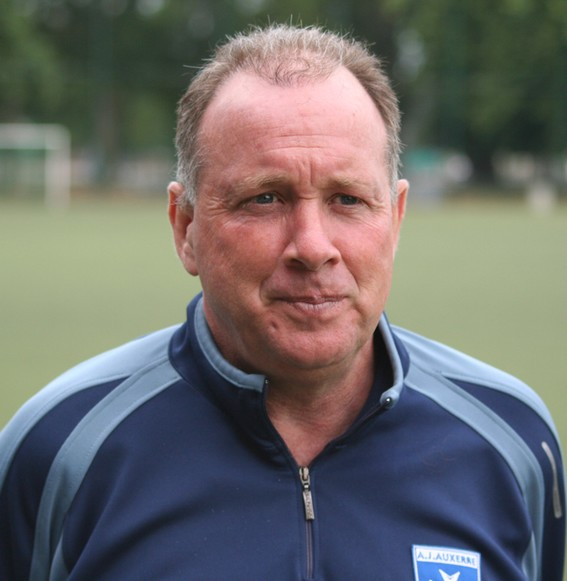
Jean Fernandez, « tombé amoureux » de Pagis en 2000.

Recommandé par Laurent Strzelczak, qui l'avait connu à Laval, il signe au Nîmes Olympique. Dans le Gard, il confirme son statut de buteur décisif, étant élu meilleur joueur de D2 aux trophées UNFP en 2000. Il attire l'œil de Jean Fernandez, alors entraîneur du FC Sochaux. Cette rencontre est un déclic pour sa carrière. D'abord en Division 2, puis en Ligue 1, il se fait connaître du grand public. Dès sa première saison dans l'élite il termine seizième au classement des étoiles du magazine France Football, devançant le Brésilien Juninho et l'Auxerrois Djibril Cissé, pourtant auteur de 22 buts cette saison-là. La saison suivante il termine huitième de ce même classement et est nommé dans l'équipe type de Ligue 1. Finaliste de la Coupe de la Ligue en 2003, il remporte la compétition en 2004. Mais en froid avec le nouvel entraîneur du FC Sochaux, Guy Lacombe, il quitte la Franche-Comté pour l'Alsace en s'engageant au RC Strasbourg. En deux saisons et demie, il devient un cadre du club alsacien, grâce notamment à sa victoire en Coupe de la Ligue en 2005 et à sa place de deuxième meilleur buteur français de Ligue 1 en 2005. 

#### Droit au but
Alors capitaine du RC Strasbourg, il signe à l'Olympique de Marseille en janvier 2006 pour rejoindre son mentor Jean Fernandez. À l'OM, il réalise une saison et demie aux côtés de Franck Ribéry et Toifilou Maoulida. Malgré une bonne saison (34 matches, huit buts), il ne participe pas à la finale de Coupe de France contre Sochaux en 2007, remplacé par Djibril Cissé. Le statut de titulaire de celui-ci, avec qui il est en concurrence le pousse à quitter le club. Il quitte Capbreton, où l'équipe est en préparation d'avant-saison, et ses coéquipiers le 6 juillet 2007 au matin, pour partir à Rennes signer un contrat de deux ans. 

#### Un trentenaire «pagistral»

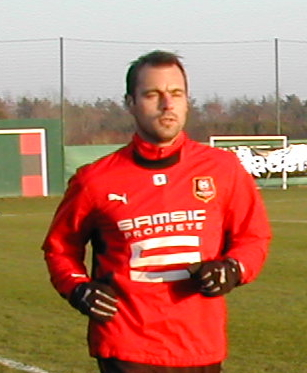
Pagis en 2008.

Après un début de saison en demi-teinte avec Rennes, Pagis est vite pris sous le feu de la critique. La seconde partie de saison est bien meilleure grâce à un repositionnement en tant qu'attaquant pivot, dans le nouveau plan de jeu de Guy Lacombe fraîchement nommé à la place de Pierre Dréossi. Guy Lacombe, qui remet les compteurs à zéro lui permet de devenir l'une des nouvelles coqueluches du Stade rennais aux côtés des Rod Fanni, Jimmy Briand et Jérôme Leroy. Son but face à l'Olympique lyonnais en octobre 2008, assorti d'un triplé, lui vaut d'être nommé pour le trophée UNFP du but de l'année. En novembre 2008 il prolonge son contrat au Stade rennais, assurant sa présence en Bretagne jusqu'à la fin de la saison 2010. En décembre 2008 il est élu membre du comité directeur de l'UNFP. Il joue à nouveau une finale de Coupe de France en mai 2009, mais c'est Guingamp qui soulève le trophée. Le 26 juillet 2010, Mickaël Pagis annonce officiellement mettre un terme à sa carrière de footballeur professionnel.
En 2022, le magazine So Foot le classe dans le top 1000 des meilleurs joueurs du championnat de France, à la 138e place.

### Reconversion

#### Beach soccer

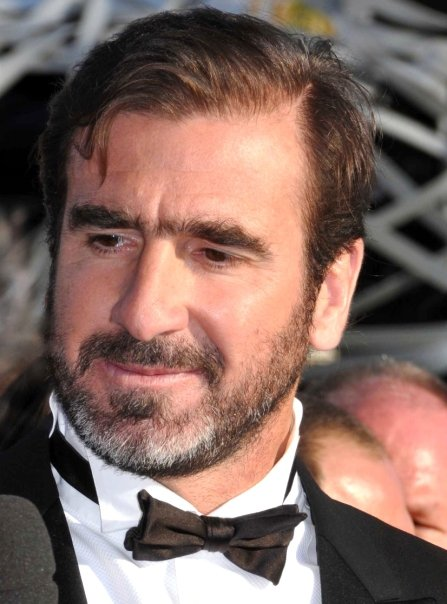
Éric Cantona lance Pagis en équipe de France de beach soccer.

Avant même l'arrêt officiel de sa carrière de footballeur, Mickaël Pagis intègre l'équipe de France de beach soccer. Il avait découvert cette discipline par Pascal Olmeta, son coéquipier au Gazélec Ajaccio en 1998-1999. Son agent Jean-Marie Cantona, le dirige vite vers ses frères, Éric, sélectionneur jusqu'en 2010, et Joël, désormais manager, qui l'entraînent dans cette aventure. Capitaine pendant deux ans, il dispute le championnat d'Europe, et les qualifications pour la Coupe du monde, sans parvenir à s'y qualifier. En 2018 et 2019, il remporte avec le SC Le Rheu le championnat régional de beach soccer en Bretagne et se qualifie pour les phases finales du National Beach Soccer, organisé par la FFF. Installé dans la région rennaise, il travaille au développement du beach soccer en Bretagne, et met en place des stages à destination des plus jeunes.

#### Entraîneur
À l'issue de sa carrière de joueur professionnel, il prépare le DEF (diplôme d'entraîneur de football), afin de devenir entraîneur de football. Il signe un contrat d'un an avec le Stade rennais FC sur la saison 2012-2013 en tant que préparateur de la réserve, qui évolue alors en CFA2. De novembre 2019 à juin 2022 il est entraîneur des attaquants de l'académie du Stade rennais.
Depuis 2014 il est membre du conseil d'administration de l'association des anciens joueurs du Stade rennais.

## Famille
Mickaël Pagis est le père de Pablo Pagis, lui aussi footballeur professionnel,.

## Statistiques
| Saison      | Club                   | Pays   | Championnat | Championnat | Championnat | Championnat  | Championnat  | Coupe d'Europe | Coupe d'Europe | Coupe d'Europe |
| Saison      | Club                   | Pays   | Division    | Matchs      | Buts        | Cartons      | Cartons      | Type           | Matchs         | Buts           |
| Saison      | Club                   | Pays   | Division    | Matchs      | Buts        | Carton jaune | Carton rouge | Type           | Matchs         | Buts           |
| ----------- | ---------------------- | ------ | ----------- | ----------- | ----------- | ------------ | ------------ | -------------- | -------------- | -------------- |
| 1993 - 1994 | Stade lavallois        | France | Division 2  | 11          | 0           |              |              | -              | -              | -              |
| 1994 - 1995 | Stade lavallois        | France | Division 2  | 20          | 4           |              |              | -              | -              | -              |
| 1995 - 1996 | SO Châtellerault       | France | National 1  | 0           | 0           |              |              | -              | -              | -              |
| 1996 - 1997 | Stade lavallois        | France | Division 2  | 37          | 6           |              |              | -              | -              | -              |
| 1997 - 1998 | Stade lavallois        | France | Division 2  | 28          | 3           |              |              | -              | -              | -              |
| 1998 - 1999 | Gazélec Ajaccio        | France | National    | 33          | 17          |              |              | -              | -              | -              |
| 1999 - 2000 | Nîmes Olympique        | France | Division 2  | 30          | 16          |              |              | -              | -              | -              |
| 2000 - 2001 | Nîmes Olympique        | France | Division 2  | 22          | 7           |              |              | -              | -              | -              |
| 2001        | FC Sochaux             | France | Division 2  | 12          | 3           |              |              | -              | -              | -              |
| 2001 - 2002 | FC Sochaux             | France | Division 1  | 30          | 6           |              |              | -              | -              | -              |
| 2002 - 2003 | FC Sochaux             | France | Ligue 1     | 34          | 9           |              |              | -              | -              | -              |
| 2003 - 2004 | FC Sochaux             | France | Ligue 1     | 25          | 3           |              |              | C3             | 4              | 0              |
| 2004 - 2005 | RC Strasbourg          | France | Ligue 1     | 29          | 15          |              |              | -              | -              | -              |
| 2005 - 2006 | RC Strasbourg          | France | Ligue 1     | 16          | 4           |              |              | C3             | 4              | 2              |
| 2006        | Olympique de Marseille | France | Ligue 1     | 13          | 6           |              |              | -              | -              | -              |
| 2006 - 2007 | Olympique de Marseille | France | Ligue 1     | 34          | 8           | 5            | 1            | C3             | 3              | 0              |
| 2007 - 2008 | Stade rennais          | France | Ligue 1     | 31          | 12          | 3            | 0            | C3             | 4              | 0              |
| 2008 - 2009 | Stade rennais          | France | Ligue 1     | 29          | 6           | 3            | 0            | C3             | 3              | 0              |
| 2009 - 2010 | Stade rennais          | France | Ligue 1     | 3           | 0           | 0            | 0            | -              | -              | -              |

## Palmarès

### En club
- Vainqueur de la Coupe de la Ligue en 2004 avec le FC Sochaux-Montbéliard et en 2005 avec le RC Strasbourg
- Champion de France de Division 2 en 2001 avec le FC Sochaux-Montbéliard
- Vice-champion de France en 2007 avec l'Olympique de Marseille
- Finaliste de la Coupe de France en 2006 et 2007 avec l'Olympique de Marseille et en 2009 avec le Stade rennais
- Finaliste de la Coupe de la Ligue en 2003 avec le FC Sochaux-Montbéliard

### Distinction individuelle
- Élu meilleur joueur de Division 2 en 2000 avec le Nîmes Olympique
- Nommé dans l'équipe type de Ligue 1 par France Football en 2003